# Cereopsius kulzeri
Cereopsius kulzeri är en skalbaggsart som beskrevs av Stefan von Breuning 1936. Cereopsius kulzeri ingår i släktet Cereopsius och familjen långhorningar. Inga underarter finns listade i Catalogue of Life.